# Iridopsis reissi
Iridopsis reissi är en fjärilsart som beskrevs av J. Peter Maassen 1890. Iridopsis reissi ingår i släktet Iridopsis och familjen mätare. Inga underarter finns listade i Catalogue of Life.